# Caroline Dibbern
Caroline Dibbern (* 1974 in Bargteheide) ist eine deutsche Filmschauspielerin und Theater-Regisseurin.

## Leben
Caroline Dibbern ist die Tochter der Theaterleiterin Kirsten Martensen (1941–2013) und wurde auf der Schauspielschule Die Etage in Berlin ausgebildet. Seit Ende der 1990er Jahre ist sie als Schauspielerin für Film und Fernsehen tätig. Einige Jahre leitete sie das Kleine Theater in Bargteheide, bei welchem zuvor ihre Mutter gewirkt hatte. 2018 kam sie als Regisseurin ans Junge Theater  des Kulturzentrums Marstall in Ahrensburg. 2018/2019 spielte sie die beste Freundin „Melanie Kleinschmidt“ in der TV-Serie Tonio & Julia.

## Filmografie (Auswahl)
- 2005: Tatort: Todesbrücke
- 2005: Tatort: Atemnot
- 2006: Maria an Callas
- 2008: Mein Schüler, seine Mutter & ich
- 2009: Mensch Kotschie
- 2011: Spreewaldkrimi: Die Tränen der Fische
- 2012: Ein Sommer im Elsass
- 2012: Schleuderprogramm
- 2014: Westfalia
- 2015: Mein gebrauchter Mann
- 2018–2019: Tonio & Julia (Fernsehserie, 4 Folgen)
- 2023: Die Pfefferkörner (Fernsehserie, Folge Spätfolgen)
- 2023: SOKO Leipzig (Fernsehserie, Folge Boys Club)